# Jan de Vries (motociclista)
Jan de Vries (Sint Jacobiparochie, Países Bajos, 5 de enero de 1944-Purmerend, 14 de enero de 2021) fue un piloto de motociclismo neerlandés.

## Biografía
Fue el primer neerlandés en conseguir un campeonato del mundo cuando se adjudicó el título de 50cc en 1971. En 1973 ganó otro campeonato del mundo de 50cc.
Perdió el campeonato mundial de 1972 frente a Ángel Nieto por un margen muy estrecho. Los dos pilotos terminaron la temporada empatados con 69 puntos y tres victorias cada uno. El campeonato se decidió al sumar los tiempos de finalización de las carreras de ambos, con Nieto ganado el título por apenas 21 segundos.
Jan de Vries falleció en Purmerend el 14 de enero de 2021 debido a paro cardíaco poco después de cumplir 77 años.

## Resultados en el Campeonato del Mundo
Sistema de puntuación desde 1950 hasta 1968:
Sistema de puntuación desde 1950 hasta 1968:
| Posición | 1.º | 2.º | 3.º | 4.º | 5.º | 6.º |
| Puntos   | 8   | 6   | 4   | 3   | 2   | 1   |

Sistema de puntuación desde 1969 hasta 1987:
Sistema de puntuación desde 1969 hasta 1987:
| Posición | 1.º | 2.º | 3.º | 4.º | 5.º | 6.º | 7.º | 8.º | 9.º | 10.º |
| Puntos   | 15  | 12  | 10  | 8   | 6   | 5   | 4   | 3   | 2   | 1    |

### Carreras por año
(Carreras en Negrita indica pole position, Carreras en cursiva indica vuelta rápida)
| Año  | Cat.  | Equipo   | 1       | 2      | 3       | 4       | 5     | 6       | 7       | 8      | 9       | 10    | 11    | 12    | 13    | Pts. | Pos. |
| ---- | ----- | -------- | ------- | ------ | ------- | ------- | ----- | ------- | ------- | ------ | ------- | ----- | ----- | ----- | ----- | ---- | ---- |
| 1968 | 50cc  | Kreidler | GER Ret | ESP -  | IOM -   | NED 4   | BEL 7 |         |         |        |         |       |       |       |       | 3    | 10.º |
| 1969 | 50cc  | Kreidler | ESP 3   | GER 2  | FRA Ret |         | NED 2 | BEL DNS | DDR 5   | CZE 8  |         | ULS 2 | NAT 4 | YUG 3 |       | 64   | 4.º  |
| 1970 | 50cc  | Kreidler | GER -   | FRA 22 | YUG 2   |         | NED 2 | BEL 6   | DDR 5   | CZE 10 |         | ULS 6 | NAT 1 | ESP 3 |       | 60   | 5.º  |
| 1970 | 125cc | MZ       | GER -   | FRA 19 | YUG -   | IOM -   | NED 7 | BEL -   | DDR -   | CZE -  | FIN -   |       | NAT - | ESP - |       | 4    | 35.º |
| 1971 | 50cc  | Kreidler | AUT 1   | GER 1  |         | NED Ret | BEL 1 | DDR 2   | CZE -   | SWE 3  |         |       | NAT 1 | ESP 1 |       | 75   | 1.º  |
| 1972 | 50cc  | Kreidler | GER 1   |        |         | NAT 1   |       | YUG Ret | NED 2   | BEL 2  | DDR Ret |       | SWE 1 |       | ESP 2 | 69   | 2.º  |
| 1973 | 50cc  | Kreidler |         |        | GER Ret | NAT 1   |       | YUG 1   | NED Ret | BEL 1  |         | SWE 1 |       | ESP 1 |       | 60   | 1.º  |